# 練馬区立大泉中学校
練馬区立大泉中学校（ねりまくりつおおいずみちゅうがっこう）は東京都練馬区にある区立中学校。2019年(令和元年)5月時点の生徒数は25学級762名（特別支援学級含む）である。

## 概要
東京都内の公立中学校としては十指に入る大規模校で、生徒数は750名を超え区部では最大。生徒の間では「大中」と呼ばれることが多い。制服がある。通常学級の他に特別支援学級として10組が併設されている。

## 沿革
学校教育法の施行にともなって練馬区で開設された中学校13校のうち2つを統合して設置された。
- 1947年
  - 3月24日：大泉小学校内に大泉第一中学校、旧制大泉中学校（現・東京都立大泉高等学校）に大泉第二中学校をそれぞれ設置。
  - 5月1日：両校共に開校式を挙行
- 1948年
  - 2月23日：現校地を購入
  - 10月1日：大泉第一・第二中学校廃止され、大泉中学校が設置される
  - 10月25日：校舎完成、翌日より授業開始
- 1957年
  - 4月1日：大泉第二中学校分離独立
  - 9月22日：講堂（兼公民館分館）竣工
- 1960年5月1日：特殊学級開設
- 1962年4月1日：大泉学園中学校分離独立
- 1964年5月：鉄筋校舎新設15教室
- 1969年
  - 3月31日：鉄筋校舎新設12教室、給食室新設
  - 7月20日：プール新設
- 1971年6月28日：光化学スモッグのため約80名に被害[3]
- 1972年10月1日：給食室増改築、自体校給食開始
- 1974年5月15日：講堂兼体育館改築完了
- 1978年4月1日：三原台中学校分離独立
- 1990年2月9日：セミナーハウス落成式
- 1991年12月20日：パソコン教室・ランチルーム完成
- 2005年3月：新体育館・プールが完成
- 2013年9月：学校のチャイムの音が変更

## 学校行事

### 宿泊行事
1年生ではイングリッシュキャンプ、2年生ではスキー教室、3年生では修学旅行がある。イングリッシュキャンプでは、「ベルデ軽井沢」が使用された。また、スキー教室では、長野県にある「武石少年自然の家（ベルデ武石）」か、同じく長野県にある「軽井沢少年自然の家（ベルデ軽井沢）」が使用される。修学旅行では、上記の施設を使わず、京都奈良に行く。

### 運動会
運動会は9月に行われていたが、近年では5月に行われるようになった。全校男子による組体操・ソーラン節と、全校女子によるダンス（よさこい～北の魂～）が伝統となっている。

### 合唱コンクール
合唱コンクールは毎年10月に練馬文化センターで、行われる。2005年は、練馬文化センターが改修工事中だった為、所沢市民文化センター ミューズで行われた。学年ごとに異なる課題曲（1年：ぼくらの世界(年度によっては他曲を歌う)、2年：明日へ、3年：大地讃頌）と、自由曲（各学年・各クラス違う曲）を歌い、学年毎に順位を決定する。

### 職業体験
近隣商店街、小学校、幼稚園等の協力により平成23年度から1年生が行っている。

### その他
- 1年と2年では、校外学習（1年川越、2年都内めぐり）も行われる。
- 3年生は保育実習を行っている。

## 部活動

### 運動部
- 陸上部
- 野球部
- サッカー部
- 男子バスケット部
- 女子バスケット部
- 女子バレーボール部
- 男子バドミントン部
- 女子バドミントン部
- ソフトボール部
- 水泳部
- 卓球部
- 剣道部
- 走る会（10組）

### 文化部
- 美術部
- ハンドメイド部
- 科学部
- 吹奏楽部
- コーラス部
- ボランティア部
- 茶道部
- 華道部
- 園芸部
- パソコン部

## 通学区域
西武池袋線の北側に東西に延びた学区となっている。
- 東大泉一丁目
- 東大泉二丁目（1-12、16-18、33-41）
- 東大泉三丁目
- 東大泉四丁目
- 西大泉一丁目
- 西大泉二丁目（1-8、11-13、18-21、24-25）
- 西大泉三丁目（1-15）
- 西大泉五丁目（16-17、33）
- 南大泉五丁目
- 南大泉六丁目
- 大泉学園町一丁目（1-2）
- 大泉学園町二丁目（1-13、15-17）

## 進学前小学校
区立中学校選択制度があり区内の遠方から通学している生徒も多いが、学区指定による小学校は以下の通り。※印は小中一貫教育グループの構成校。
- 大泉小学校(※)
- 大泉第四小学校
- 大泉第六小学校(※)
- 大泉東小学校(※)

学校選択枠（学区外）からの入学希望者数は多く、2005年度入学者では受入可能数40人に対して118人、2006年度入学者では受入可能数20人に対して93人、2007年度入学者では受入可能数20人に対して95人の応募があり、公開抽選を行っている。

## 学区内の主な施設
- 大泉学園駅
- 東映東京撮影所
- 大泉交通公園

## 交通
- 西武池袋線大泉学園駅より徒歩4分